# Trophobiose
Bei einer Trophobiose handelt es sich um eine Beziehung zwischen einem Lebewesen, das Nahrung anbietet, und einem zweiten Lebewesen, das diese Nahrung aufnimmt und dafür eine Gegenleistung erbringt (z. B. Schutz). Oft handelt es sich bei der angebotenen Nahrung um Körperausscheidungen oder Ähnliches. Ein sehr bekanntes Beispiel für Trophobiose ist die mutualistische Beziehung zwischen Ameisen (Formicidae) und Blattläusen (Aphidina), bei der die Blattläuse Honigtau abgeben und von den Ameisen Schutz erhalten. Diese Beziehung ist auch fossil überliefert. So ist aus dem Baltischen Bernstein eine Inkluse bekannt, die belegt, dass bereits vor rund 50 Millionen Jahren eine Ameise eine Blattlaus betrillert hat.
Auch zwischen Ameisen und Pflanzen besteht oftmals eine solche Form des Zusammenlebens. Die Pflanzen besitzen dann sogenannte extraflorale Nektarien, die den Ameisen Nektar darreichen. Auch hier gewähren die Ameisen den Pflanzen im Gegenzug Schutz.